# マンガリア
マンガリア (ルーマニア語: Mangalia, ルーマニア語発音: [maŋˈɡali.a], トルコ語: Mankalya) は、ルーマニア、北ドブロジャのコンスタンツァ県南東部にある都市である。黒海に面する港町。
かつてはギリシャ語の「カラティス (Κάλλατις, Καλλατίς)」と呼ばれた。また、「パンガリア (Pangalia)」、「パングリカラ (Panglicara)」、「トミソヴァラ (Tomisovara)」という旧名もある。町内には、カプ・アウロラ、ジュピテル、ネプトゥン、オリンプ、サトゥルヌ、ベヌスといったビーチリゾートが存在する。

## 歴史
7世紀中頃まで、町の名称はギリシャ語でカラティスと呼ばれていた。10世紀に町が再建され、13世紀にはパンガリアへと改名された。その後、ヴラフ人はトミソヴァラ、ギリシャ人はパングリカラという名前をつけていたが、16世紀からは現在同様のマンガリアとなっている。
ギリシャの植民地であるカラティスは、紀元前6世紀にヘラクレア・ポンティカが建設した。紀元前350年頃には、銀貨の鋳造が始まった。紀元前72年、カラティスはローマの将軍、ルキウス・リキニウス・ルクッルスに征服され、ローマの属州モエシアの下に置かれた。その後は2世紀にかけて、防衛のための要塞が建設され、ローマの皇帝、セプティミウス・セウェルスやカラカラのもとで貨幣の鋳造は続けられた。3世紀には何度かの侵攻に悩まされるが、4世紀には復活し、重要な貿易の中心地、港町としての地位を取り戻した。7世紀から11世紀までは、第一次ブルガリア帝国の支配下に置かれた。

## 地理と気候
マンガリアは、北緯43度49分、東経28度35分に位置し、標高は10m、コンスタンツァの44kmほど南にある。緯度はフランスのリゾート、ニースと同等で、黒海沿岸におけるルーマニア最南端のリゾート地の1つである。
温暖な海洋性気候を特徴とし、年間の平均気温は11℃とルーマニアでは最も高い。夏は暑く（7月の気温は平均21℃以上）、冬は温暖（1月の平均気温は1℃と氷点下にならない）で、国内ではバイレ・ヘルクラネに次いで2番目に暖かい。春は早く訪れるが涼しく、一方で秋は長く暖かい。夏は曇りが少なく、月間の25日ほどは晴れており、1日の日照時間は10時間から12時間ほどである。年間降水量は400mmほどと少ない。
夏は海風が強い。黒海の海水には豊富な鉱物が含まれ、自然治癒に向く。北部のサトゥルヌとベヌスの間にある泉からは、硫黄を含んだ泥が湧き出ており、これは250年間持続すると予測されている。
| マンガリアの気候       | マンガリアの気候 | マンガリアの気候 | マンガリアの気候 | マンガリアの気候 | マンガリアの気候 | マンガリアの気候 | マンガリアの気候 | マンガリアの気候 | マンガリアの気候 | マンガリアの気候 | マンガリアの気候 | マンガリアの気候 | マンガリアの気候 |
| 月                     | 1月              | 2月              | 3月              | 4月              | 5月              | 6月              | 7月              | 8月              | 9月              | 10月             | 11月             | 12月             | 年               |
| ---------------------- | ---------------- | ---------------- | ---------------- | ---------------- | ---------------- | ---------------- | ---------------- | ---------------- | ---------------- | ---------------- | ---------------- | ---------------- | ---------------- |
| 平均最高気温 °C （°F） | 5 (41)           | 6 (43)           | 9 (48)           | 13 (55)          | 19 (66)          | 23 (73)          | 26 (79)          | 26 (79)          | 22 (72)          | 17 (63)          | 11 (52)          | 7 (45)           | 15 (59)          |
| 平均最低気温 °C （°F） | −2 (28)          | −1 (30)          | 2 (36)           | 7 (45)           | 12 (54)          | 16 (61)          | 18 (64)          | 18 (64)          | 14 (57)          | 10 (50)          | 4 (39)           | 1 (34)           | 8 (46)           |
| 出典：Weatherbase      |                  |                  |                  |                  |                  |                  |                  |                  |                  |                  |                  |                  |                  |

## 人口動態
2011年の国勢調査によれば、住民の90.6％がルーマニア人、4.4％がトルコ人、3.6％がタタール人、0.5％がロマ、0.3％がリポヴァン人、0.6％がそれ以外の民族に属する。また信仰する宗教は、89.5％はルーマニア正教会、8.3％がイスラム教、0.9％がカトリック教会、0.3％がペンテコステ派、残りは1％であった。

## 観光名所
- カラティス・フェスティバル - ルーマニア最大の夏のイベントの開催地となっている
- スキタイの墓 - 1959年に発見された。ルーマニアでは初となる、ギリシャ語で書かれたパピルスの破片が見つかった
- 墓地の焼却施設 - 紀元前4世紀〜2世紀のカラティス要塞に置かれた墓地の遺跡
- カラティス要塞跡 - 紀元前6世紀
- イスマハン・スルタン・モスク - 16世紀
- 考古学博物館 - ヘレニズム時代のアンフォラや彫刻、石棺の破片など、豊富なコレクションを所蔵する
- マンガリア港

### ギャラリー

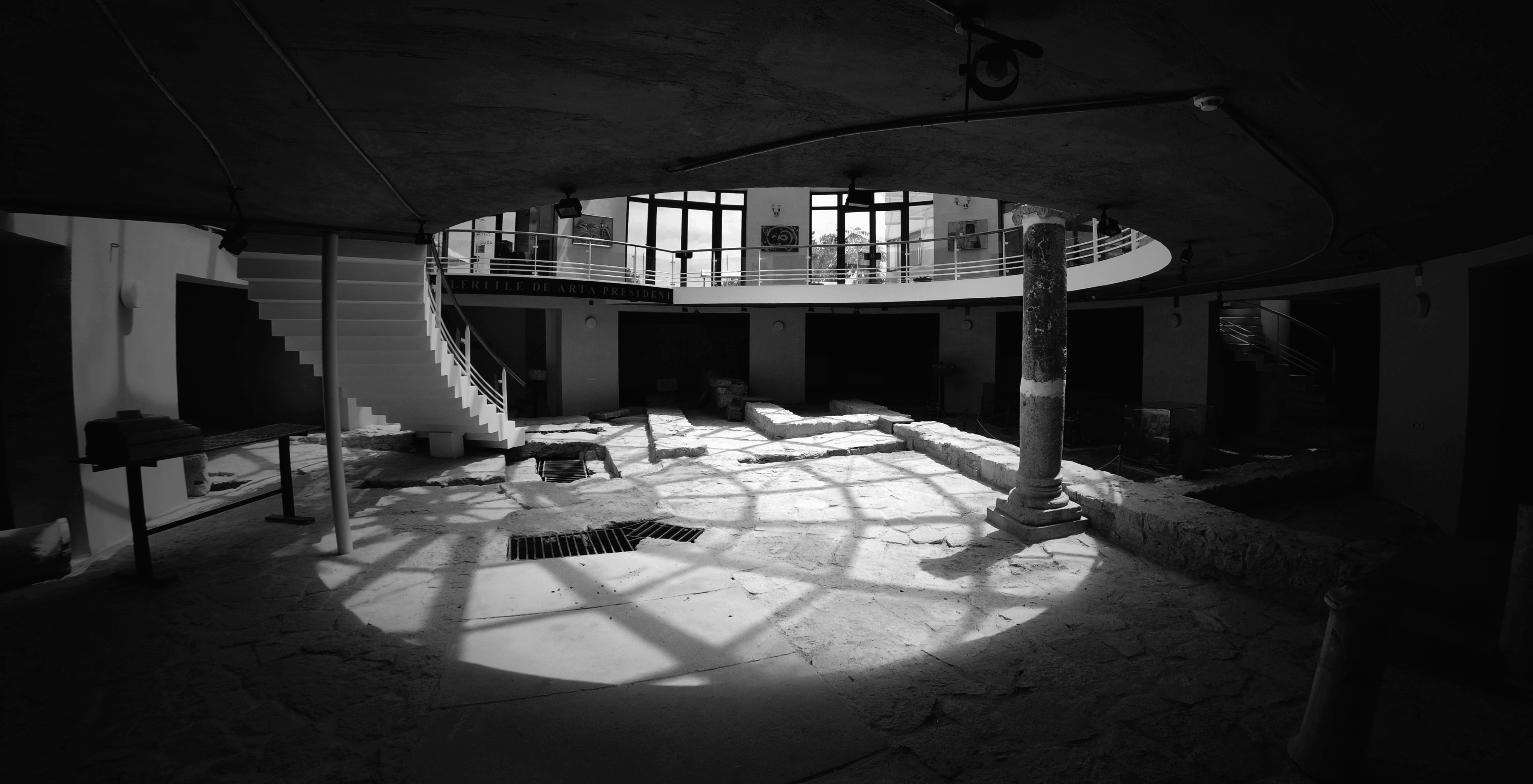
ホテルプレジデントの地下には、4世紀〜7世紀のローマ＝ビザンチン帝国時代における、カラティスの遺構が展示されている
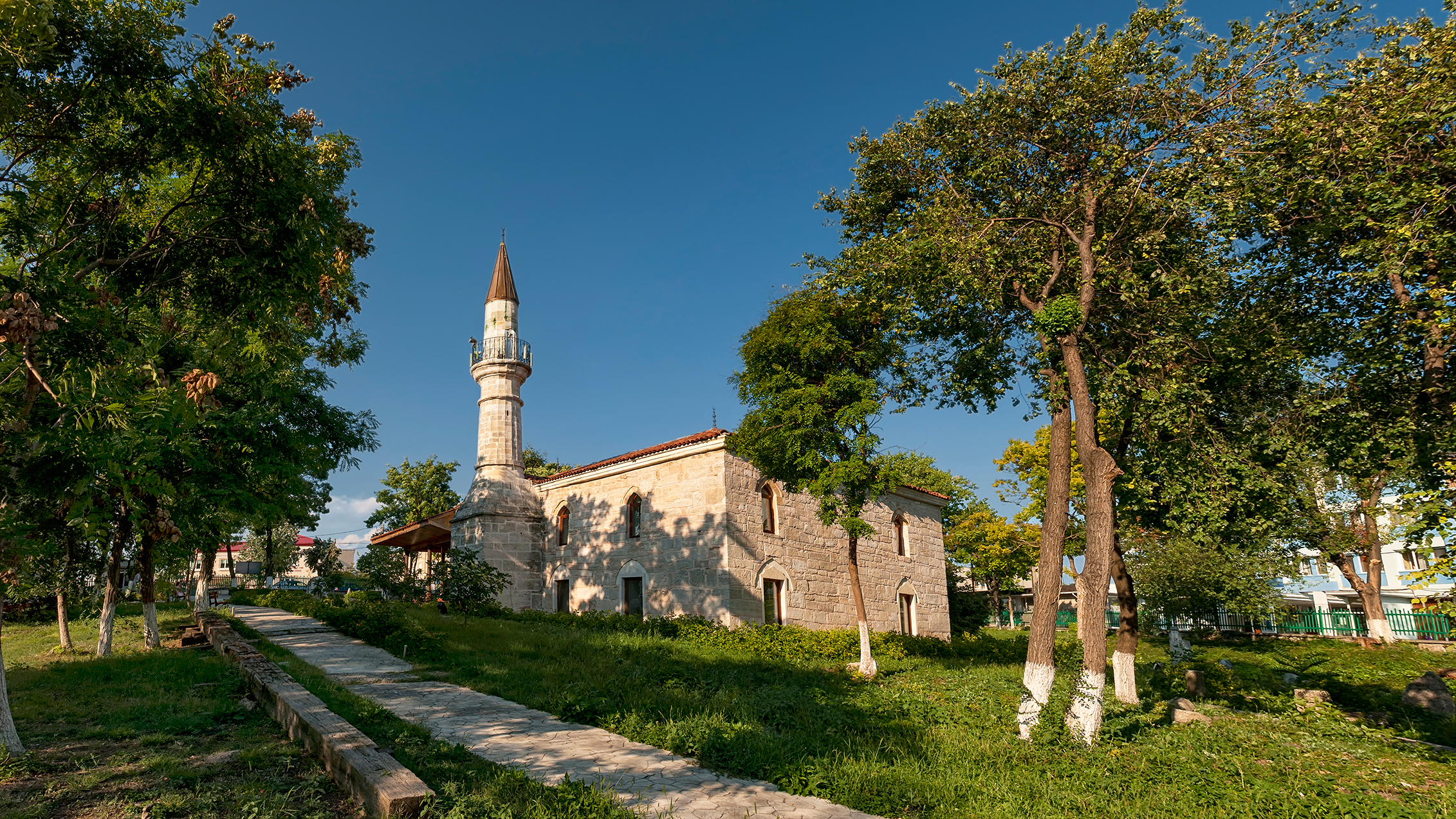
イスマハン・スルタン・モスク
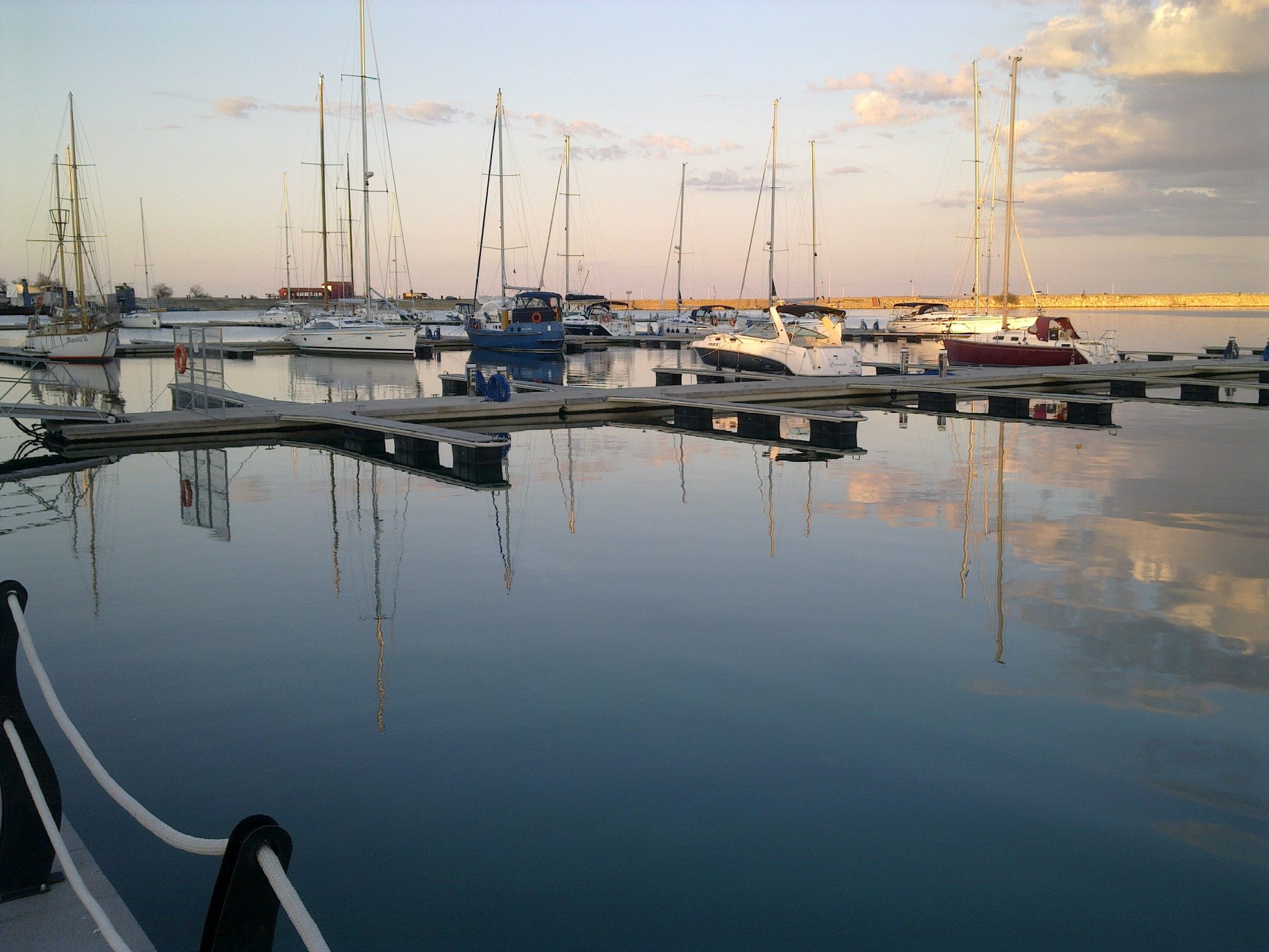
マリーナ
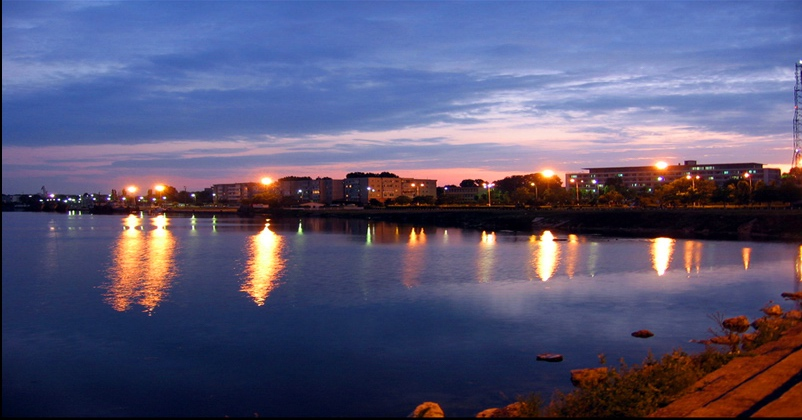
港の夜景
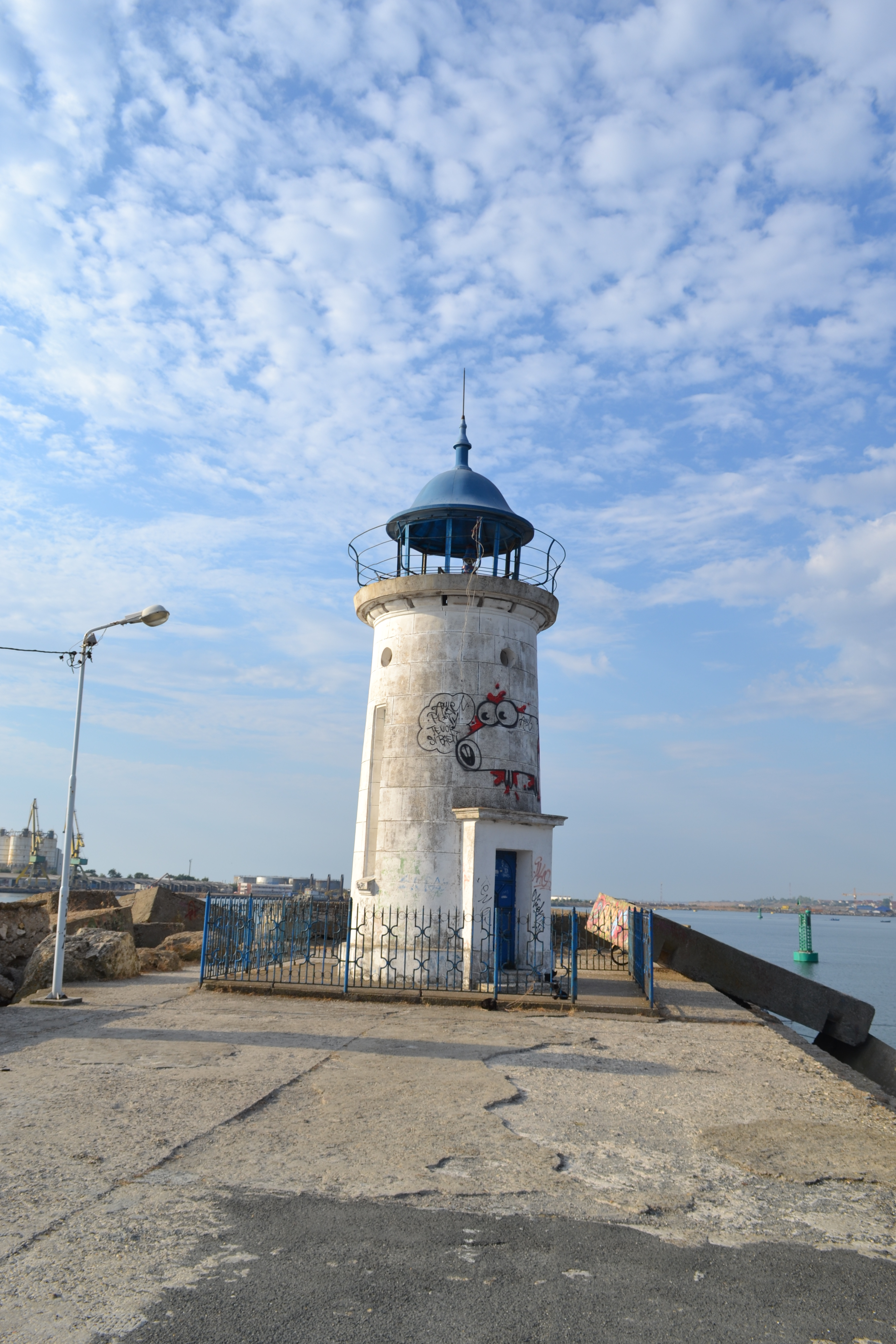
灯台

## 出身人物
- サテュルス - 紀元前3世紀頃。ギリシャの逍遙学派思想家、歴史家
- インナ - 歌手
- デニス・アリベク - サッカー選手

## 姉妹都市
- エワイユ（ベルギー）
- バルチク（ブルガリア）
- バンスカー・ビストリツァ（スロヴァキア）
- ビブロス（レバノン）
- シャルルヴィル＝メジエール（フランス）
- ゲネラル・トシェヴォ（ブルガリア）
- グリーンポート（アメリカ合衆国）
- カルミエル（イスラエル）
- ラブリオ（ギリシャ）
- パレ（ボスニア・ヘルツェゴビナ）
- ポルト・ヴィーロ（イタリア）
- サンタ・セヴェリーナ（イタリア）
- ストルガ（北マケドニア）[8]